# Aphrodisium hardwickianum
Aphrodisium hardwickianum là một loài bọ cánh cứng trong họ Cerambycidae.